# Observatorio Magdalena Ridge

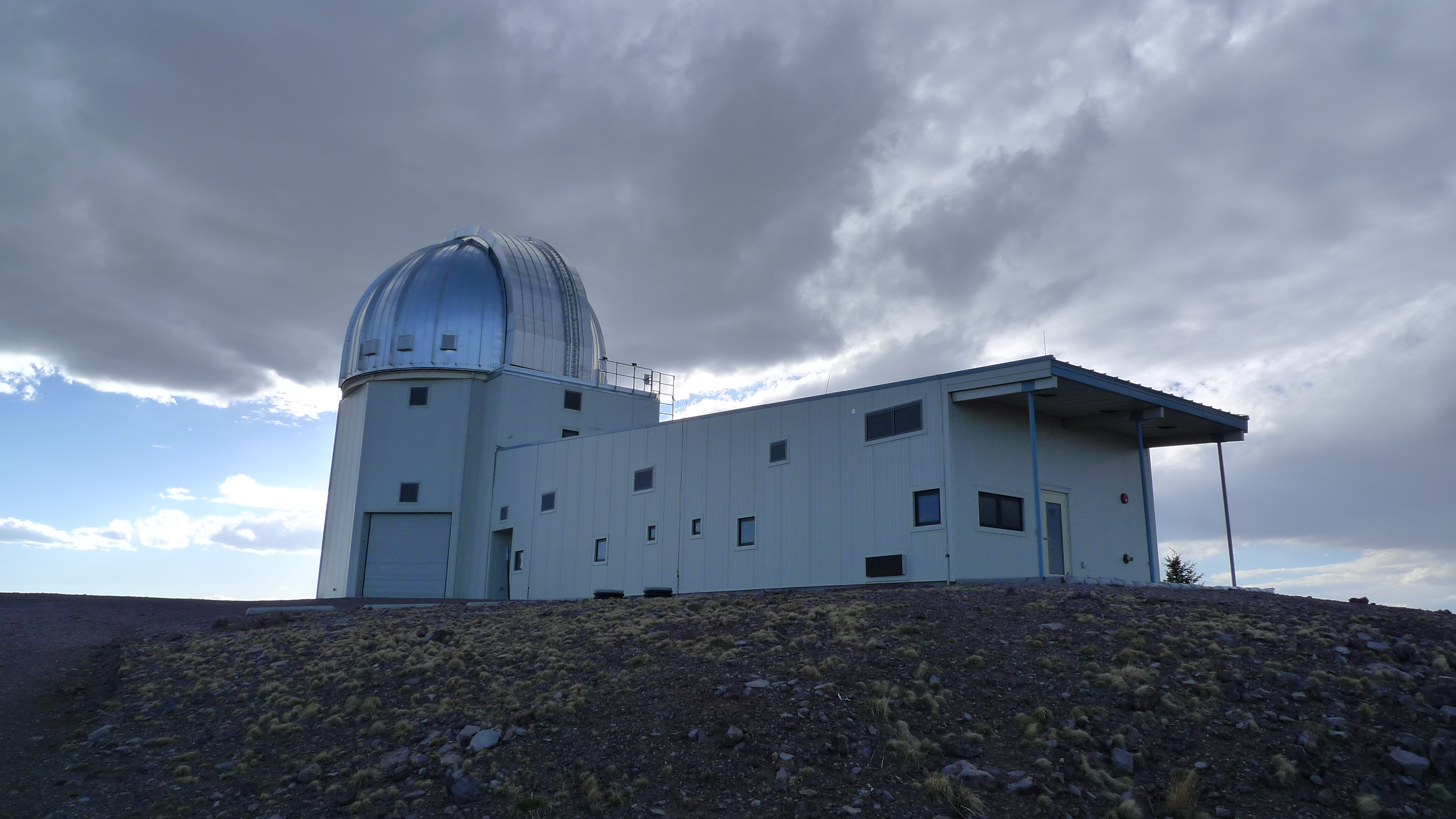
Edificación del telescopio de 2.4 m

El observatorio de Magdalena Ridge, en idioma inglés Magdalena Ridge Observatory (MRO), es un observatorio en el condado de Socorro, Nuevo México, ubicado a unos 32 kilómetros al oeste de la ciudad de Socorro en las montañas de Magdalena, cerca de la cima del sur de Baldy, a una altitud de 3180 m.
El observatorio alberga un telescopio reflector de 2,4 metros cuyo espejo principal es idéntico al del telescopio espacial Hubble. Se puso en funcionamiento en 2006 (Primera luz, en inglés: First Light) y ha estado en funcionamiento regular desde 2008. Se caracteriza por una alta movilidad de 10 ° por segundo y es utilizada principalmente por la NASA para la observación de objetos cercanos a la Tierra. Estuvo involucrado en el seguimiento del asteroide 2007 WD5.

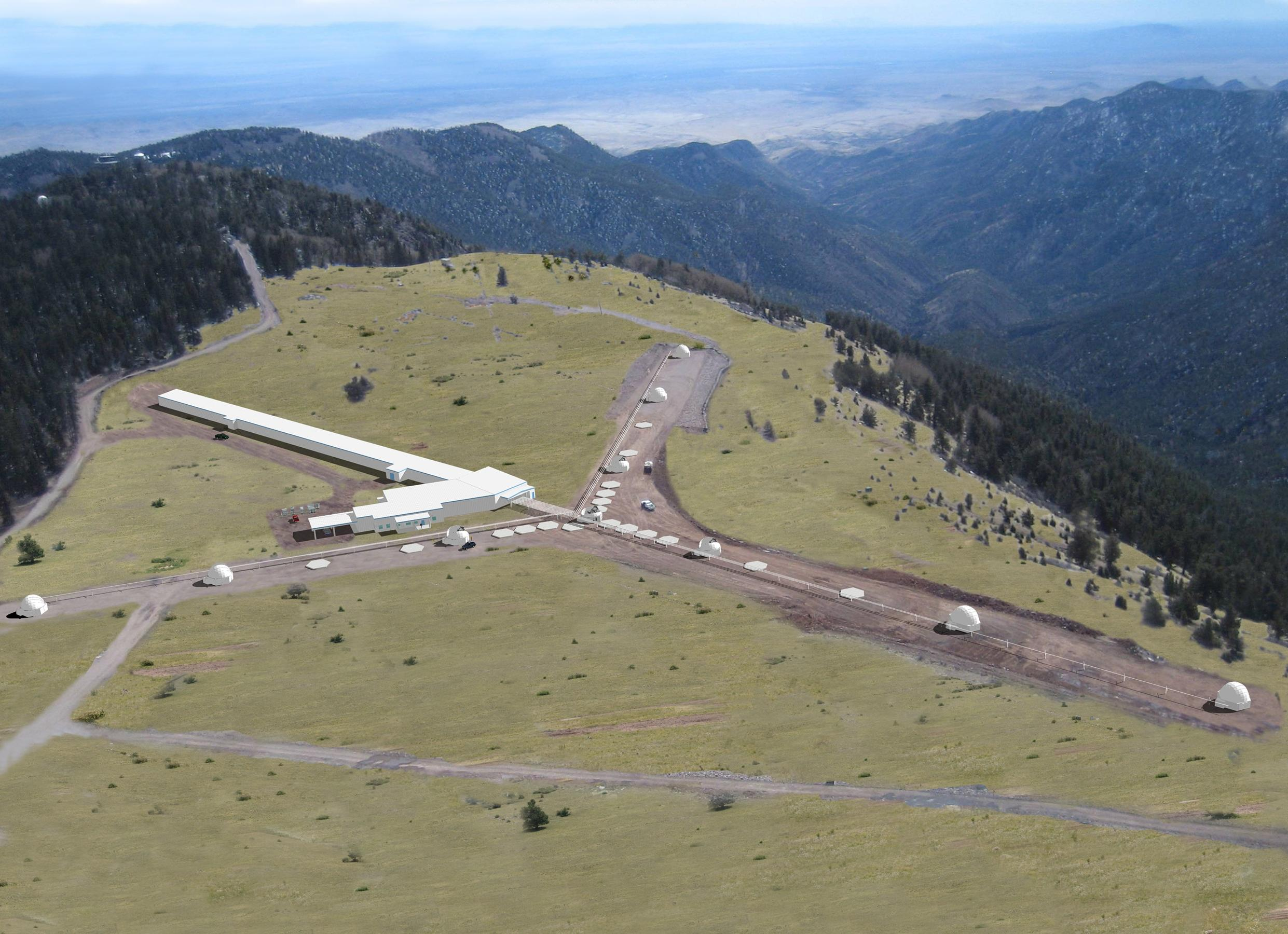
Interferómetro del Observatorio Magdalena Ridge (imagen manipulada por ordenador para incluir los diez telescopios reflectores).

El observatorio también alberga el interferómetro del Observatorio Magdalena Ridge, actualmente en construcción. Es un interferómetro astronómico que consta de diez telescopios reflectores con un diámetro de 1,4 metros y una longitud de base, la distancia máxima entre dos telescopios, de 400 metros. La puesta en servicio está prevista para 2021.

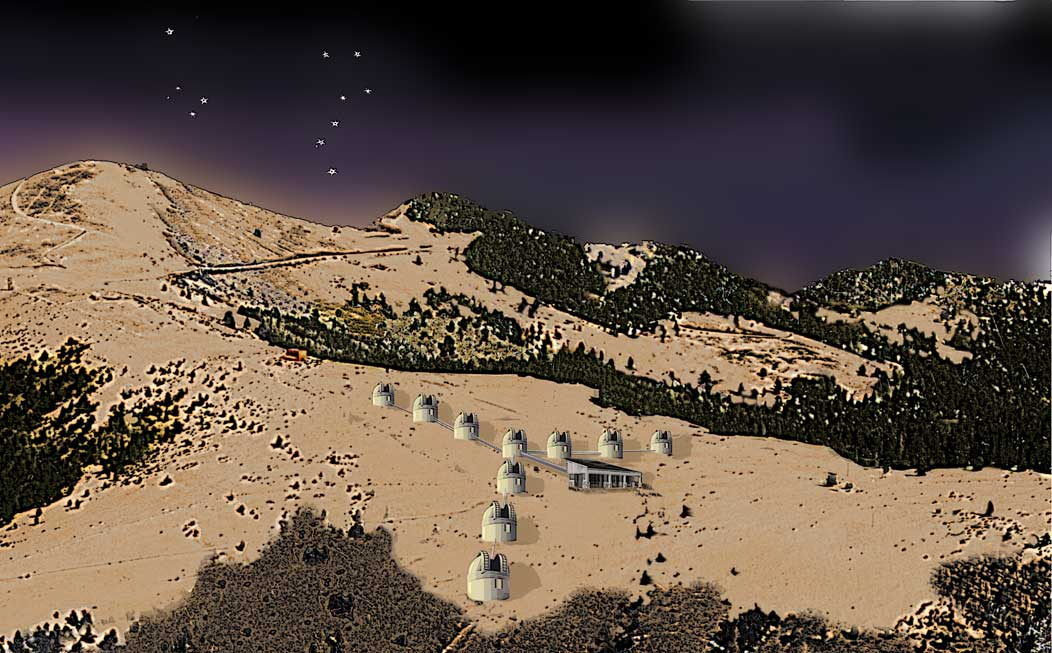
Propuesta digital original para el interferómetro del Observatorio Magdalena Ridge (suministrado por la Oficina de Investigación Naval)